# Gardner Minshew
Gardner Flint Minshew II (Flowood, 16 maggio 1996) è un giocatore di football americano statunitense che milita nel ruolo di quarterback per i Kansas City Chiefs della National Football League (NFL).

## Carriera

### Jacksonville Jaguars
Minshew fu scelto nel corso del sesto giro (178º assoluto) del Draft NFL 2019 dai Jacksonville Jaguars. L'8 settembre 2019 debuttò nella contro i Kansas City Chiefs quando il titolare Nick Foles fu costretto a lasciare il campo per un infortunio alla spalla. Completò 22 passaggi su 25 per 275 yard, 2 touchdown e un intercetto subito nella sconfitta per 26–40. La sua percentuale di completamento dell'88% fu la migliore della storia per un giocatore al debutto (minimo 15 passaggi tentati), oltre che un record di franchigia per un giocatore dei Jaguars. Per questa prestazione fu premiato come miglior rookie della settimana. Minshew fu nominato titolare dopo che fu accertata per Foles la rottura di una clavicola. La prima vittoria giunse nella gara del giovedì del terzo turno in cui passò 204 yard e 2 touchdown contro i Tennessee Titans, venendo premiato ancora come rookie della settimana. Alla fine di settembre fu premiato come rookie offensivo del mese in cui passò 7 touchdown e subì un solo intercetto.
Nonostante le buone prestazioni di Minshew, in corsa per il titolo di rookie offensivo dell'anno, il 5 novembre i Jaguars annunciarono che il ristabilito Foles sarebbe tornato a partire titolare nel decimo turno. Dopo due sconfitte e un'altra prestazione negativa di Foles nel primo tempo della settimana 13, l'allenatore Doug Marrone rimise in campo Minshew con la squadra in svantaggio per 25-0 contro i Tampa Bay Buccaneers. La sua stagione si chiuse con 3.271 yard passate, 21 touchdown e 6 intercetti subiti in 14 presenze, di cui 12 come titolare.
Prima della stagione 2020 i Jaguars cedettero quasi tutti i loro giocatori migliori ed erano sfavoriti nel debutto stagionale contro gli Indianapolis Colts. Minshew invece completò 19 passaggi su 20 per 173 yard e 3 touchdown nella vittoria a sorpresa per 27-20. Fu il quinto quarterback della storia della NFL a completare il 95% di passaggi in una partita. Seguirono una serie di sette sconfitte consecutive prima che Minshew fosse costretto a saltare la gara della settimana 9 per un infortunio a un pollice. Quando si fu ristabilito l'allenatore Doug Marrone gli preferì come titolari Jake Luton e Mike Glennon ma dopo delle cattive prestazioni Minshew tornò titolare nella settimana 15 contro i Baltimore Ravens in cui passò 226 yard e 2 touchdown nella sconfitta. La sua annata si chiuse con 2.259 yard passate, 16 touchdown e 5 intercetti in nove partite, di cui una sola vittoria.

### Philadelphia Eagles
Il 28 agosto 2021 Minshew fu scambiato con i Philadelphia Eagles per una scelta del sesto giro del Draft 2022. Nella settimana 13 partì come titolare al posto dell'infortunato Jalen Hurts, guidando gli Eagles alla vittoria con 242 yard passate e 2 touchdown contro i New York Jets.
Prima della settimana 16 della stagione 2022, con gli Eagles già sicuri di un posto nei playoff, Minshew fu nominato titolare al posto di Hurts.

### Indianapolis Colts
Il 16 marzo 2023 Minshew firmó un contratto di un anno del valore di 3,5 milioni di dollari con gli Indianapolis Colts. Nel primo turno fu la riserva del rookie Anthony Richardson mentre la settimana successiva gli subentrò dopo un infortunio guidando la squadra alla vittoria contro i Texans passando 171 yard e un touchdown. Con Richardson alle prese con i postumi di una commozione cerebrale, fu nominato titolare per la gara del terzo turno, in cui guidò i Colts alla vittoria sui Baltimore Ravens con 227 yard passate e un touchdown. Dal turno successivo Richardson tornò titolare ma nella settimana 5 si infortunò nuovamente e Minshew gli subentrò portando la squadra alla vittoria con 11 passaggi completati su 14 per 155 yard. Dopo quella partita NFL.com definì Minshew il miglior quarterback di riserva di tutta la NFL. Con Richardson fuori per un lungo periodo di tempo, partì come titolare nel sesto turno ma disputò la prima prova negativa della stagione subendo tre intercetti nella sconfitta contro i Jaguars. Si riprese la settimana successiva passando due touchdown e segnandone altri due su corsa contro la difesa dei Cleveland Browns, la migliore della lega fino a quel momento. I Colts furono sconfitti di un solo punto. Nel tredicesimo turno Minshew passò due touchdown, incluso quello della vittoria nei tempi supplementari, contro i Tennessee Titans. Nella settimana 15 i Colts si trovarono in svantaggio per 13-0 contro i Pittsburgh Steelers a inizio gara ma segnarono trenta punti consecutivi, andando a vincere con Minshew che passò 215 yard ed ebbe i massimi stagionali in touchdown passati (3) e passer rating (123,4). Nell'ultimo turno i Colts necessitavano di una vittoria contro i Texans per qualificarsi per i playoff ma furono sconfitti per 31-21 in una gara in cui il quarterback passò 141 yard, senza touchdown e intercetti. A fine anno fu convocato per il suo primo Pro Bowl al posto di Patrick Mahomes, impegnato nel Super Bowl LVIII, dopo avere passato 3.305 yard, 15 touchdown e 9 intercetti.

### Las Vegas Raiders
Il 14 marzo 2024 Minshew firmò un contratto biennale da 25 milioni di dollari con i Las Vegas Raiders. Il 18 agosto fu nominato quarterback titolare per l'inizio della stagione regolare, battendo la concorrenza di Aidan O'Connell. Minshew debuttò con la maglia nero-argento nella gara di settimana 1, la sconfitta 10-22 contro i Los Angeles Chargers, in cui completò il 75,3% dei passaggi tentati, 25 su 33, record per un quarterback alla sua prima gara con la franchigia di Las Vegas. In gara Minshew lanciò complessivamente per 257 yard, un touchdown e un intercetto, subendo quattro sack e perdendo un fumble. Nel secondo turno Minshew guidò i Raiders nella vittoria in rimonta sui Baltimore Ravens: sotto di 10 punti a 12 minuti dal termine, la squadra di Las Vegas ribaltò il risultato con tre possessi di fila nell'ultimo quarto di gioco conclusi tutti a punti (due field goal e un touchdown) e chiudendo in vantaggio 26-23. Nella gara successiva, la sconfitta 22-36 contro i Carolina Panthers, Minshew non ebbe una prestazione particolarmente brillante, con 18 passaggi completati su 28 tentati per 214 yard, un touchdown e un intercetto, venendo sostituito nell'ultimo quarto di gioco da O'Connell. La sua sostituzione non sembrò cambiare le gerarchie tra i due quarterback per le successive partite, con Minshew rimasto quindi nel ruolo di titolare. Nella gara successiva arrivò la vittoria 20-16 contro i Cleveland Browns determinata principalmente dal gioco sulle corse, con entrambi i touchdown dei Raiders segnati da ricevitori su corsa. Nella partita del quinto turno, la sconfitta 18-34 contro i Denver Broncos, Minshew incappò in un'altra prestazione negativa: in vantaggio di 10 punti nel primo quarto di gioco i Raiders furono presto raggiunti e superati anche per due intercetti lanciati dal quarterback nero argento, di cui il primo ritornato in touchdown da Patrick Surtain II per 100 yard, mentre dopo il secondo intercetto fu sostituito, per la seconda volta in stagione, da O'Connell nella parte finale del terzo quarto di gioco, chiudendo la gara con 12 passaggi completati su 17 tentati per 137 yard, un touchdown e due intercetti. Dopo la partita il capo-allenatore Antonio Pierce non indicò chi avrebbe ricoperto il ruolo di titolare nel prosieguo della stagione, anche perché neanche la prestazione di O'Connell era stata particolarmente convincente, con 10 passaggi completati su 20 tentati per 94 yard, nessun touchdown e un intercetto. Il 9 ottobre Pierce indicò O'Connell come titolare per la successiva gara di settimana 6. Minshew riscese in campo nella gara del settimo turno, la sconfitta 15-20 contro i Los Angeles Rams, in cui sostituì O'Connell, infortunato ad un pollice, a partire dal secondo quarto di gioco sul punteggio di 0 a 0: concluse la gara con 15 passaggi completati su 34 tentati per 154 yard, nessun touchdown, tre intercetti e subendo un fumble poi ritornato in meta, per un passer rating di 21,0. Con O'Connell fuori per infortunio per alcune settimane, Minshew ritornò titolare con Desmond Ridder, prelevato dalla squadra di allenamento degli Arizona Cardinals, chiamato a fargli da riserva. Nella gara successiva, la sconfitta 20-27 contro i campioni in carica dei Kansas City Chiefs, completò 24 passaggi su 30 tentati per 209 yard e due touchdown, per la seconda gara in stagione non subì intercetti ma fece un fumble perdendo la palla per l'undicesima volta in annata, primo in quel momento tra i quarterback della NFL in tale statistica. Nella partita del nono turno i Raiders subirono una nuova pesante sconfitta, perdendo 24-41 contro i Cincinnati Bengals, con Minshew che per la seconda volta in stagione fu richiamato in panchina, sostituito da Ridder nel terzo quarto di gioco con uno svantaggio di 21 punti, dopo aver completato 10 passaggi su 17 tentati per 124 yard, un fumble perso e nessun touchdown. Dopo la settimana di pausa del decimo turno, il 13 novembre 2024 il capo-allenatore Pierce confermò Minshew titolare per la successiva partita contro i Miami Dolphins, dove arrivò una nuova sconfitta per 19-34 ma col quarterback autore di una buona prestazione, col 69,7% di passaggi completati, per 282 yard guadagnate e due touchdown. Nella seguente gara del dodicesimo turno contro i Denver Broncos sul finire del quarto finale di gioco Minshew subì un sack da parte di Cody Barton e Jonathon Cooper e nella caduta si fratturò la clavicola sinistra, infortunio che chiuse anzitempo la sua stagione. Il 28 novembre fu inserito in lista riserve/infortunati.
Il 12 marzo 2025 Minshew fu svincolato dai Raiders dopo una sola stagione.

### Kansas City Chiefs
Il 17 marzo 2025 Minshew firmò un contratto di un anno con i Kansas City Chiefs per fare da riserva a Patrick Mahomes.

## Palmarès

### Franchigia
- National Football Conference Championship: 1

Philadelphia Eagles: 2022

### Individuale
- Convocazioni al Pro Bowl: 1

2023
- Rookie offensivo del mese: 1

settembre 2019
- Rookie della settimana: 7

1ª, 3ª, 4ª e 5ª, 7ª, 8ª e 17ª del 2019

## Statistiche

### Stagione regolare
| 2019   | JAC    | 14 | 12 | 285   | 470   | 60,6 | 3 271  | 7,0 | 70 | 21 | 6  | 91,2  | 29  | 153 | 5,1 | 21 | 0 | 33  | 184 | 13 | 7  | 6-6-0   |
| 2020   | JAC    | 9  | 8  | 216   | 327   | 66,1 | 2 259  | 6,9 | 51 | 16 | 5  | 95,9  | 29  | 153 | 5,3 | 16 | 1 | 27  | 147 | 5  | 4  | 1-7-0   |
| 2021   | PHI    | 4  | 2  | 41    | 60    | 68,3 | 439    | 7,3 | 36 | 4  | 1  | 104,8 | 9   | 21  | 2,3 | 9  | 0 | 5   | 31  | 1  | 0  | 1-1-0   |
| 2022   | PHI    | 5  | 2  | 44    | 76    | 57,9 | 663    | 8,7 | 78 | 3  | 3  | 83,4  | 7   | 3   | 0,4 | 3  | 1 | 6   | 28  | 4  | 1  | 7-6-0   |
| 2023   | IND    | 17 | 13 | 305   | 490   | 62,2 | 3 305  | 6,7 | 75 | 15 | 9  | 84,6  | 34  | 100 | 2,9 | 23 | 3 | 34  | 187 | 8  | 5  | 0-2-0   |
| 2024   | LV     | 10 | 9  | 203   | 306   | 66,3 | 2 013  | 6,6 | 57 | 9  | 10 | 81,0  | 19  | 58  | 3,1 | 11 | 0 | 29  | 164 | 6  | 4  | 2-7-0   |
| Totale | Totale | 59 | 46 | 1 094 | 1 729 | 63,3 | 11 950 | 6,9 | 78 | 68 | 34 | 88,5  | 165 | 679 | 4,1 | 23 | 5 | 134 | 741 | 37 | 21 | 17-29-0 |

Fonte: Pro Football Reference - In grassetto i record personali in carriera.